# Церковь Сергия Радонежского (Борисоглебский монастырь)
Церковь Сергия Радонежского — надвратный православный храм в посёлке Борисоглебском Ярославской области, расположенный над южными воротами Борисоглебского монастыря. Церковь была создана в конце XVII века одновременно с комплексом оборонительных укреплений: стеной общей протяжённостью 1040 м с 14 башнями с двумя укреплёнными воротами. Освящена 7 сентября 1679 года в честь Сергия Радонежского.

## История строительства и датировка памятника

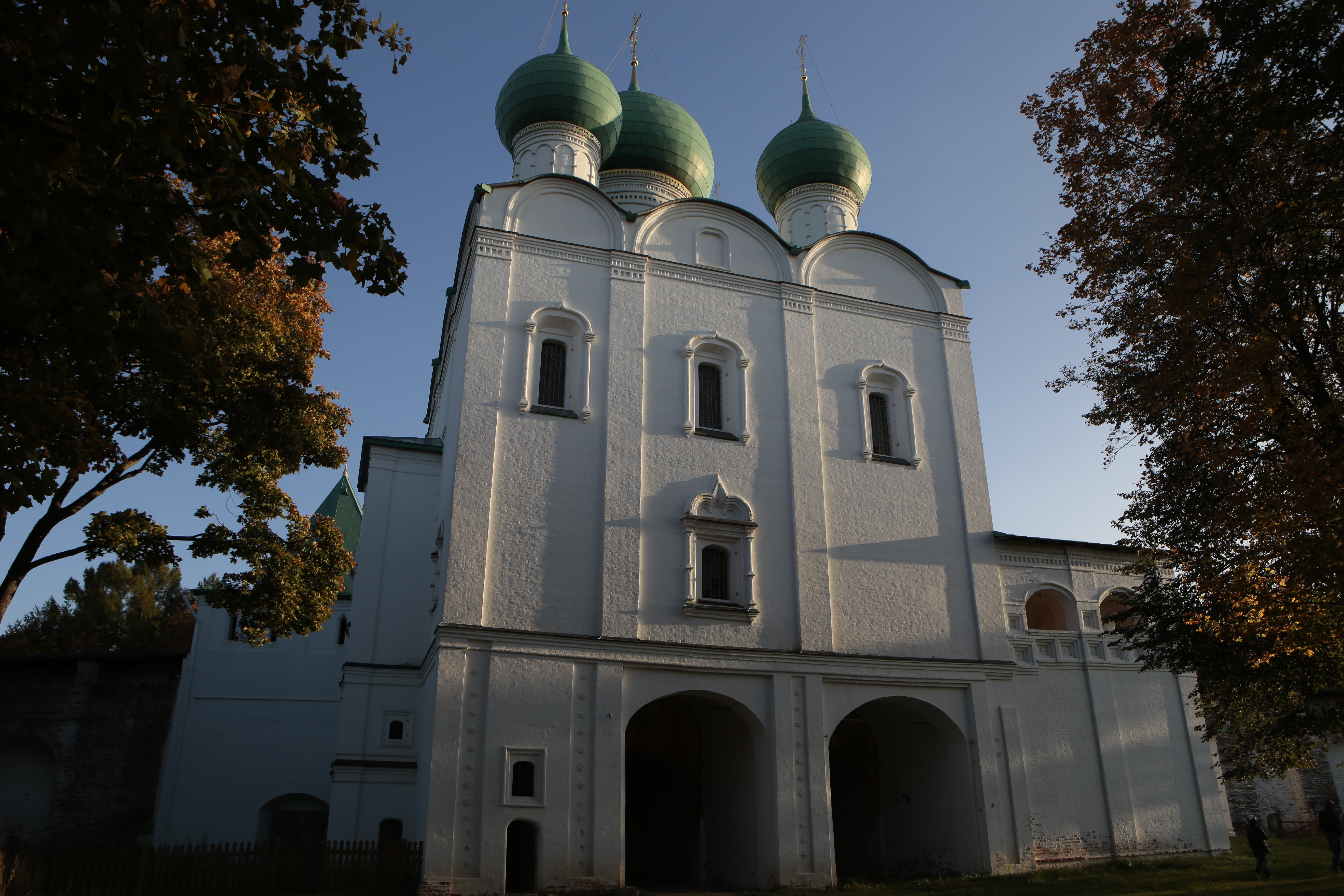
Надвратная церковь Сергия Радонежского. Общий вид

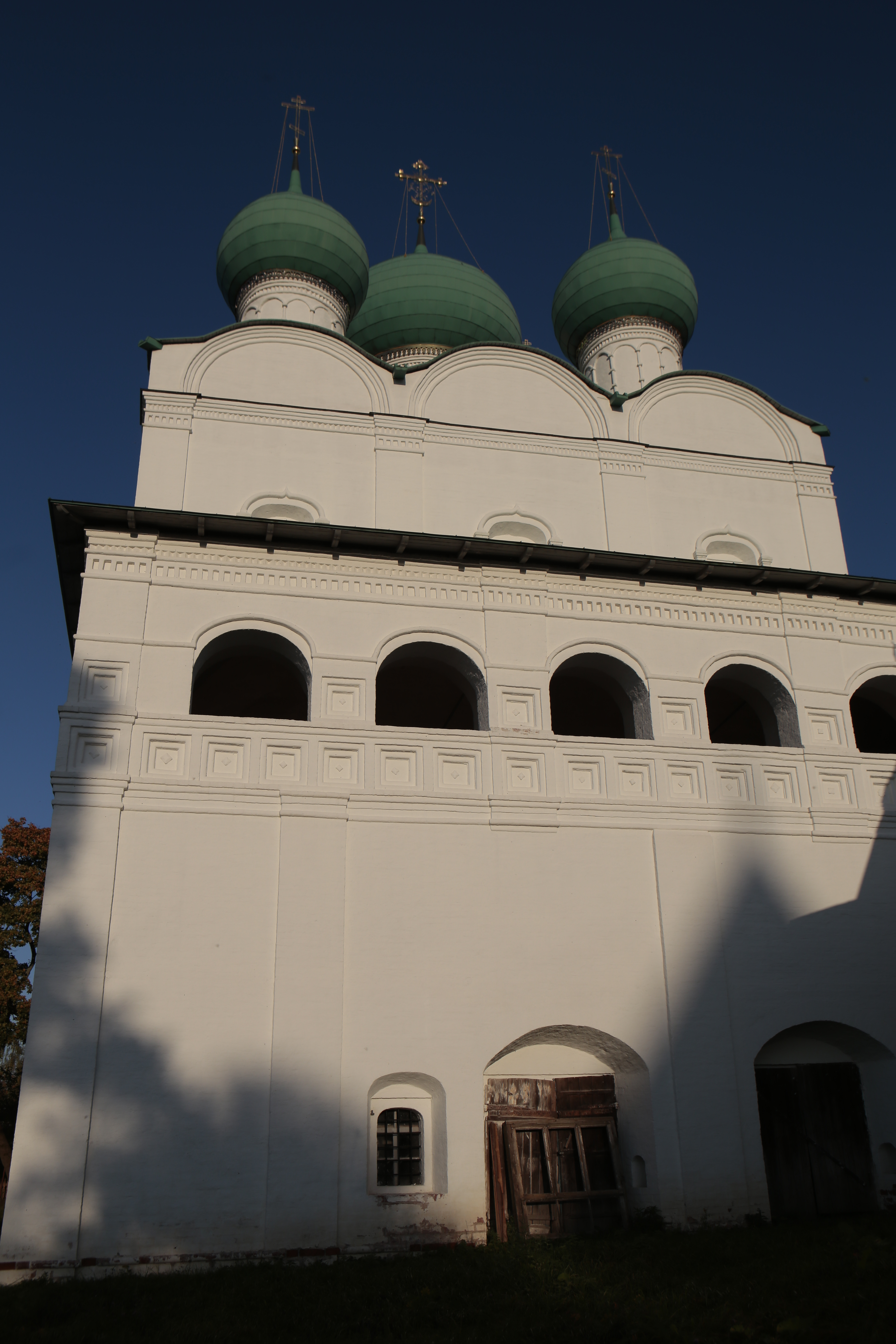
Вид на западный фасад и галерею надвратной церкви Сергия Радонежского

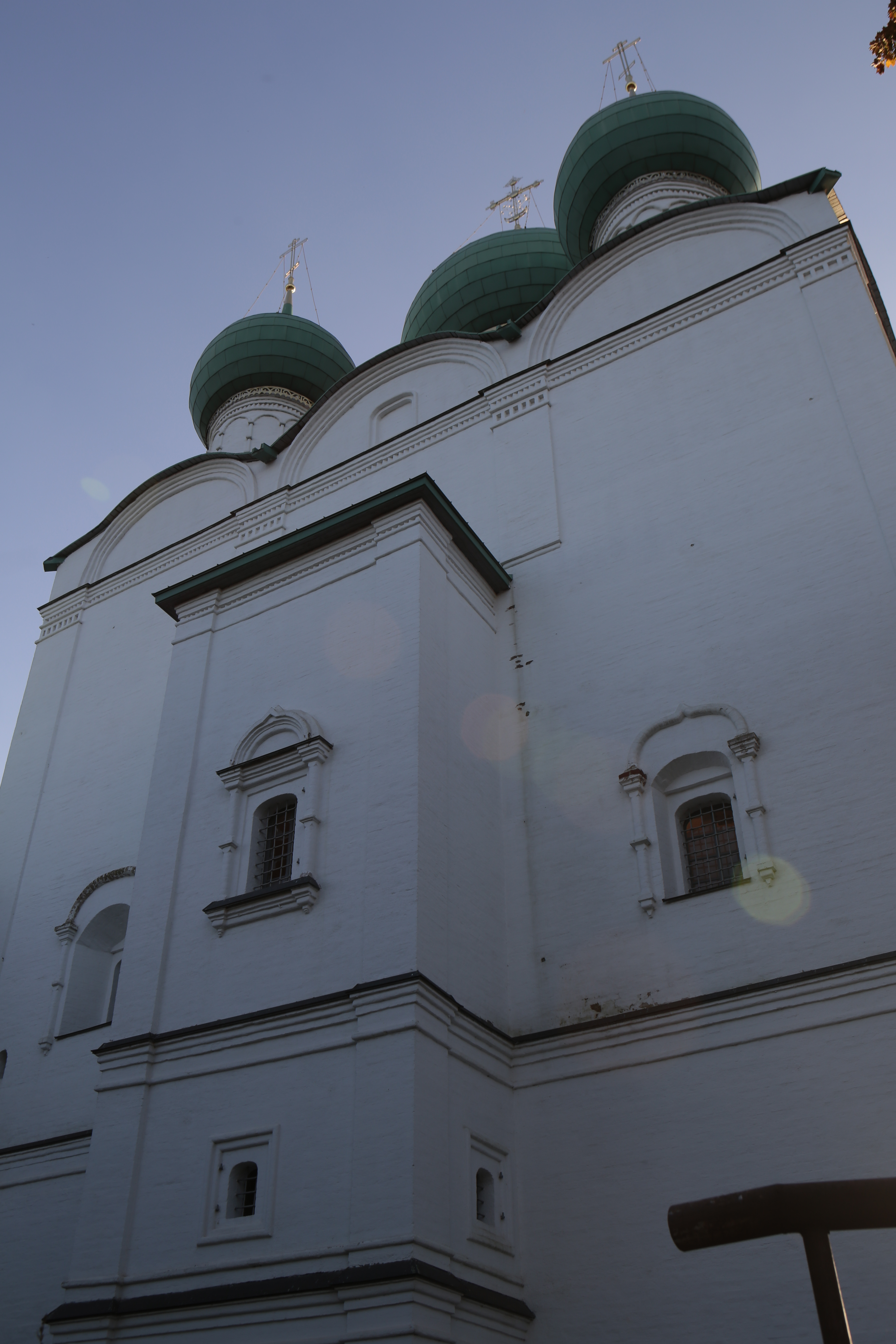
Вид на прямоугольный алтарный выступ

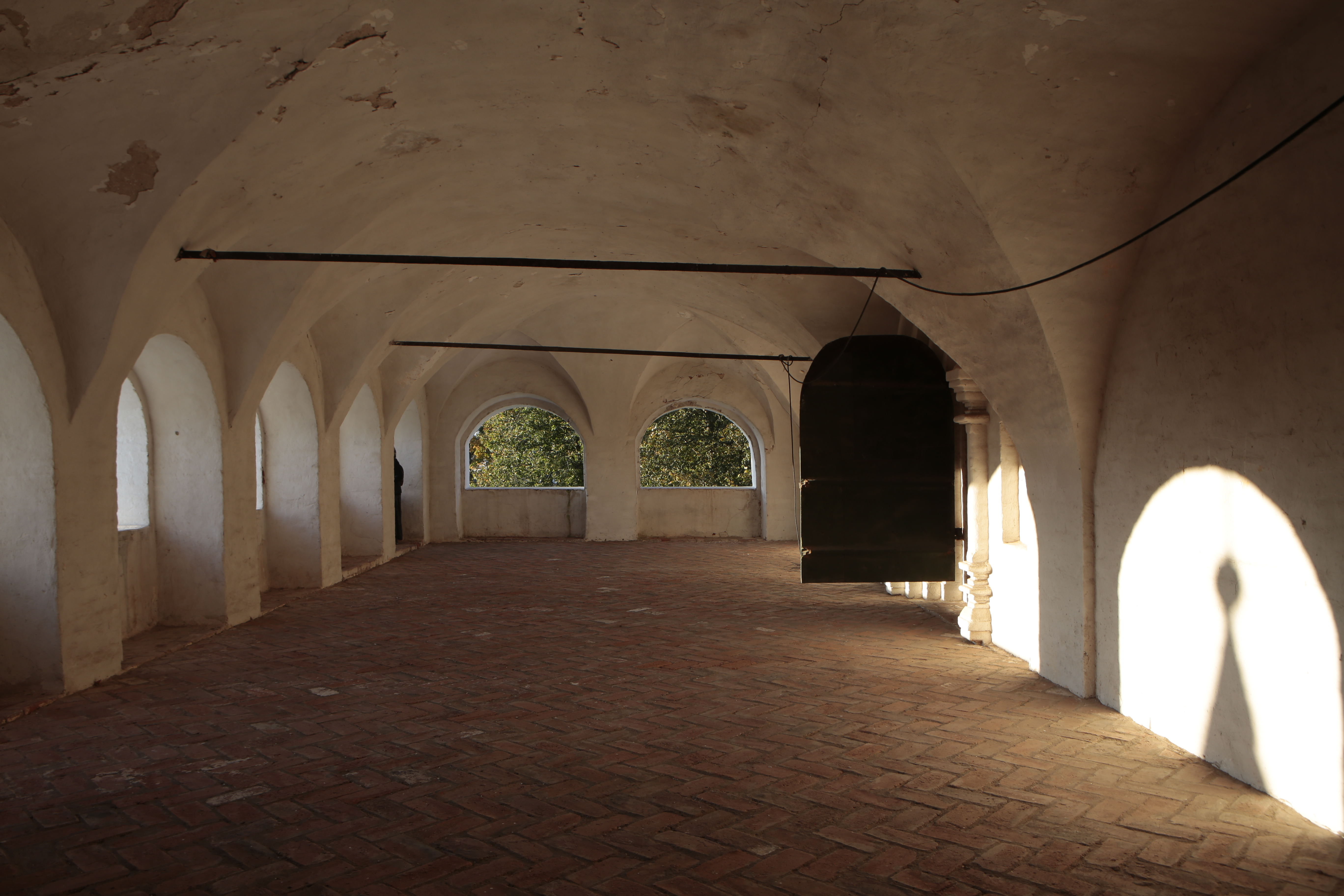
Вид на внутреннее пространство западной галереи

Каменное строительство, сформировавшее современный комплекс Борисоглебского монастыря, велось в два этапа с полуторавековым перерывом — в 1520-х и в 1670—1690-х годах, поэтому для Сергиевской церкви в научной литературе предлагаются две датировки. Согласно первой, памятник был создан в XVI веке (точнее, в 1545 году) зодчим Григорием Борисовым по приказу Ивана Грозного. Эта датировка вела к важным выводам об использовании зодчими второй половины XVII века композиции Сергиевской церкви в качестве образца для построения аналогичных сооружений Ростовского кремля. Оконные же наличники и роскошно украшенную южную галерею надвратного храма относили к более поздней перестройке второй половины XVII века. Доказательством появления надвратной церкви в середине XVI века служил «Ростовский летописец» А. Я. Артынова, где в описании 1545 года указывается: «Приходит царь Иван Васильевич с князьями с родичами своими в Ростов <…>, с которыми посетил Ростовский Борисоглебский монастырь, где указал построить вокруг монастыря каменную ограду со святыми воротами»; в том же году была «освящена каменная церковь во имя пр. Сергия в Борисоглебском монастыре». Ценность данного свидетельства не раз подвергалась сомнению, в частности, Н. Н. Воронин высказывал предположение, что автор основывался в основном на местных преданиях, а также на искаженном тексте «Истории государства Российского» Николая Карамзина.
Более поздняя датировка предлагалась архимандритом Борисоглебского монастыря Ювеналием, который в 1898 году, в опровержение датировки XVI века, писал: «Сергиевская церковь построена в 1680 году при царе Федоре Алексеевиче, как об этом гласит надпись на кресте, положенным под престолом, и как пишется в монастырских клировых ведомостях». Владимир Баниге пытался примирить две датировки, доказывая, что Сергиевская церковь, построенная в XVI столетии, была заменена существующим храмом во второй половине XVII века. Ему возражал С. С. Подьяпольский, относивший обе (северную и южную) надвратные церкви Борисоглебского монастыря к первой половине — середине XVII века, в то время как М. А. Ильин датировал памятник второй половиной XVII века.
В большинстве монастырских документов освящение Сергиевской церкви датируется 7 сентября 7188 г. (7 сентября 1679 года). О корректности этой даты свидетельствуют исследования, предпринятые А. Г. Мельником, и подтвердившие, что строительство данной церкви было целиком осуществлено в XVII веке и произошло в течение одного этапа во время масштабной перестройки монастыря конца XVII века. До неё монастырь занимал четверть от нынешней территории и был обнесен деревянными стенами в виде неправильной кривой линии, постепенно ветшавшими и уже не соответствующими возросшему статусу обители. Работы, начавшиеся с южной части монастыря, были направлены на расширение пространства и изменение плана до почти правильного прямоугольника. Новые мощные каменные стены были украшены двумя проездными воротами и надвратными храмами над ними (южным — Сергиевским и северным — Сретенским).

## Освящение церкви
Согласно «Повести о Борисоглебском монастыре от коликых лет и како бысть ему начало» сер. XVI века, монастырь был основан иноком Феодором и Павлом Ростовскими. Около 1360 года инок Феодор «из области Великого Новаграда» поселился в Ростовских пределах, вскорости «пришед к нему брат именем Павел, преподобный ж его с радостию прием, аки некое сокровище обрете». В начале 1363 года, когда на богомолье в Ростов прибыл Сергий Радонежский, иноки, испросив разрешение у Ростовского князя Константина Васильевича и епископа Игнатия на устройство общежитийного монастыря, получили благословение Сергия: «Преподобный же Сергие сътвори по прошении их… и много походив по пустыни сеи … прииде на место, где стоит и доныне церковь великих Христовых страстотерпцев Бориса и Глеба, и благослови их поставити храм…». В память об этом событии церковь над южными воротами была освящена во имя преподобного Сергия Радонежского.

## Особенности архитектуры
Внешне надвратный храм Сергия Радонежского близок к ростовской архитектуре XVII века, что проявляется в декорации фасадов, оформлении оконных проемов и т. д., при этом он обладает рядом самобытных конструктивных особенностей. Весь комплекс был построен в один строительный период. Стены всех частей церкви, включая нижний ярус (Святые ворота), собственно церковь, галереи, две примыкающие башни и лестница, обладают единством кирпичной кладки. Все части сооружения сложены из одинакового кирпича, размеры которого колеблются в размерах 28-30x13,5-15x7,5-8 см. Не было обнаружено никаких признаков растески оконных проемов, кладка оконных наличников основного объёма и декора южной галереи совершенно однородна с кладкой других частей памятника. О единовременности создания комплекса свидетельствуют и многочисленные железные связи, заложенные в процессе строительства (их анкеры скрыты в толще кирпичной кладки) между стенами церкви, галереей и южной примыкающей башней. На анкере железной связи северо-западной башни Н. Г. Мельником было обнаружено клеймо, являющееся типичным для построек, созданных в данном регионе в последней трети XVII века.

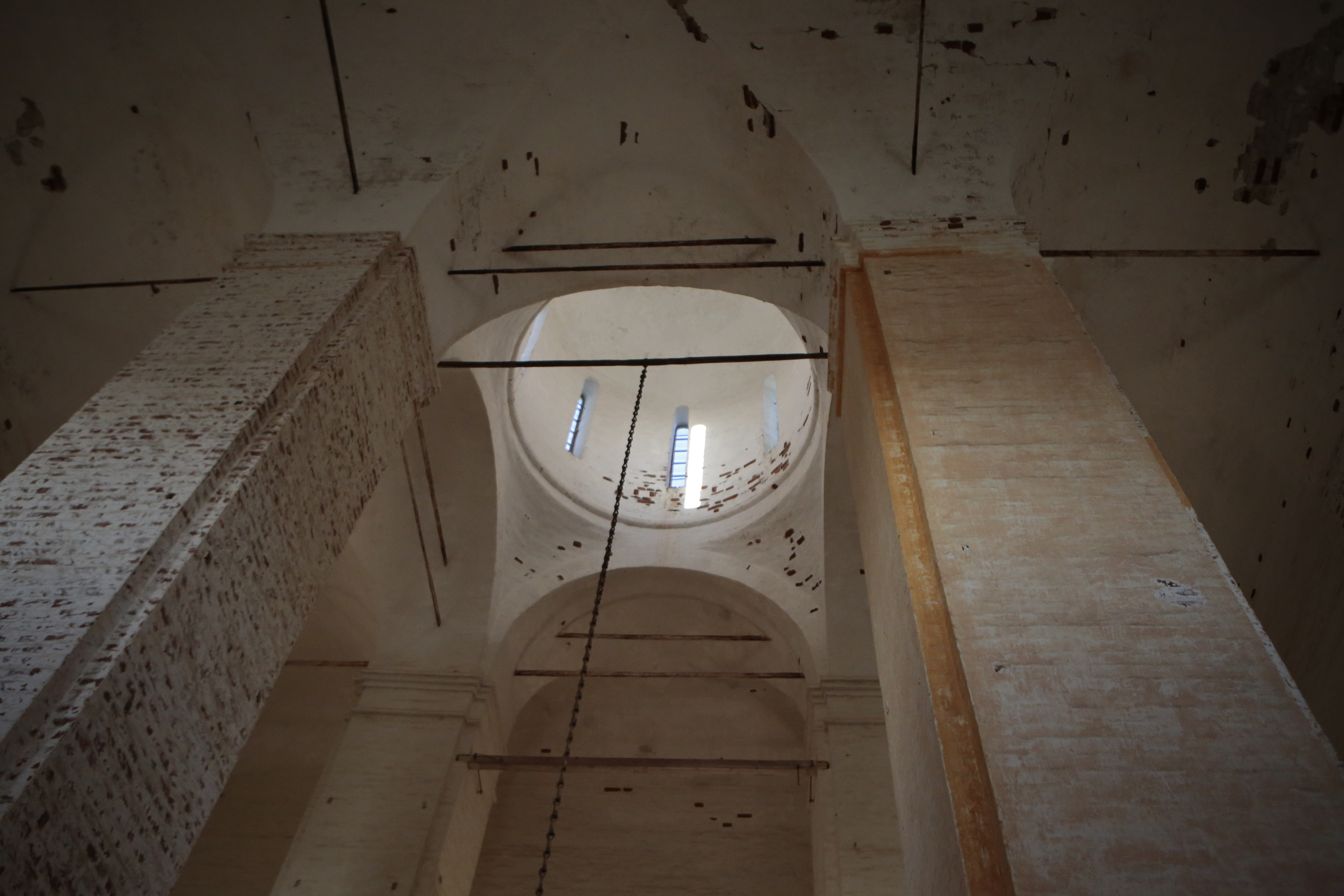
Коробовые своды церкви Сергия Радонежского

Южные ворота, над которыми расположен четверик данной церкви, фланкируются двумя башнями. Храм является четырёхстолпным, двухсветным. Его облик определяют мощное пятиглавие и эффектная галерея с южной и западной стороны. При взгляде из монастыря создается ощущение, что зодчие попытались создать диалог между фасадами собора Бориса и Глеба (1523 г.) и надвратной церковью Сергия Радонежского.
На ростовскую архитектуру рубежа XVI—XVII веков значительное влияние оказало московское каменное зодчество, начавшееся после того, как в 1474 году Иван III полностью подчинил себе всю территорию Ростовского княжества. Существует предположение, что именно при нём возникла идея строительства нового Успенского собора в Ростове на месте ранних построек XII—XIII веков. А. Г. Мельник считавший, что Успенский собор Ростовского кремля возводился с 1508 по 1512 годы, обосновывал это его исключительным сходством со Спасо-Преображенским собором Хутынского монастыря (1515 год), который в свою очередь был построен в подражание Успенскому собору Московского Кремля (1479 год). Позднее, при строительстве резиденции Ростовских митрополитов (1670—80-е годы) этот собор выполнил роль камертона для всего ансамбля.

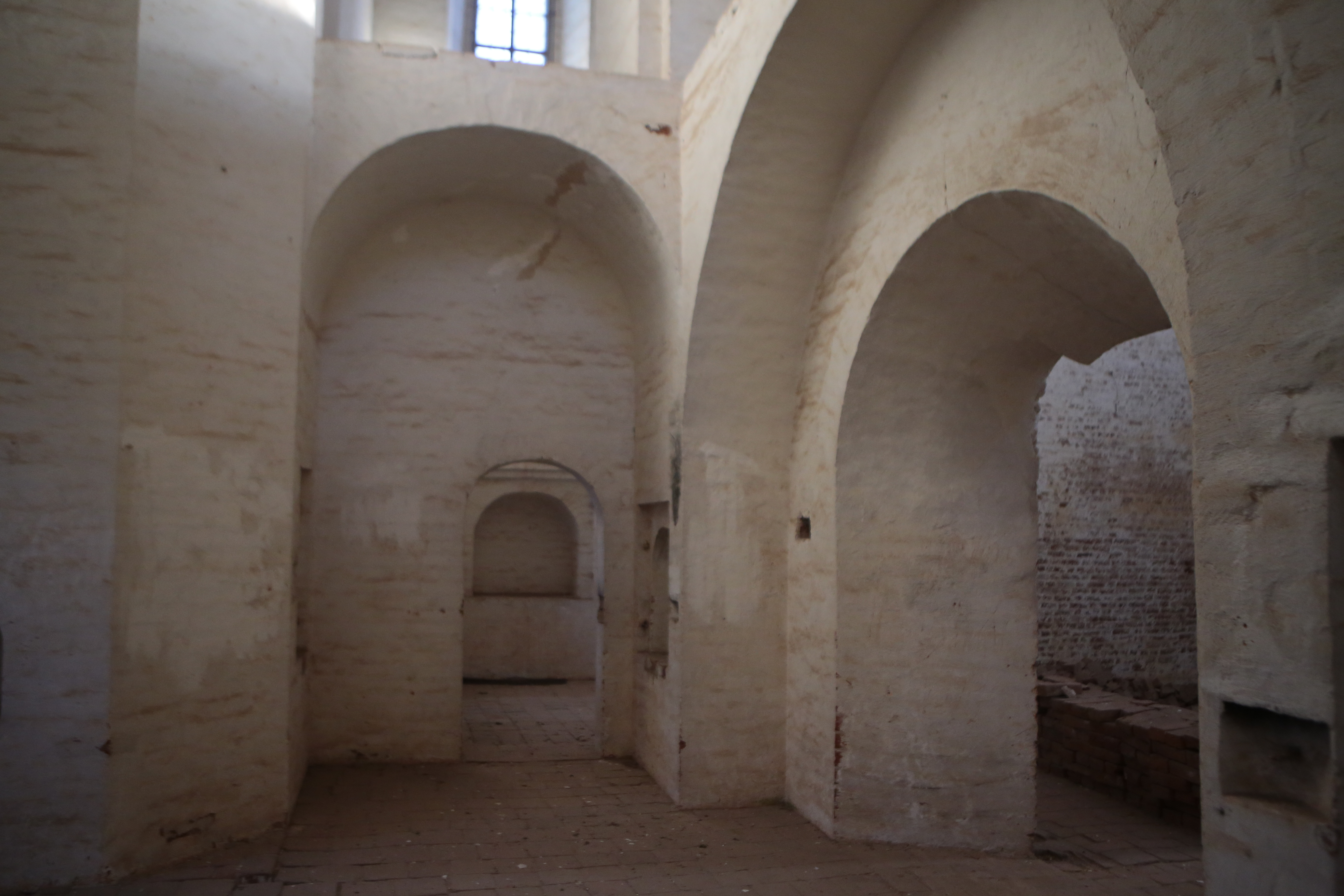
Вид на алтарное пространство

И. Л. Бусева-Давыдова также отмечает в Успенском соборе Ростовского кремля такие очевидные черты московской архитектуры, как «врезанный в стену и поставленный на карниз аркатурно-колончатый поясок, два яруса окон, поставленных по центру каждого прясла, общий торжественный строй форм, ориентированный на собор Фиораванти». По её мнению, именно ростовский Успенский собор послужил образцом для храмов Ростовской митрополии, включая церкви Воскресения над северными воротами (1670 г.), церкви Св. Иоанна Богослова над западными воротами (1683 г.) и церкви Св. Григория Богослова (1680 г.). При этом московские архитектурные формы не были просто заимствованы ростовскими мастерами, но получили местное толкование с опорой на собственную архитектурную традицию. В ростовской архитектуре более раннего периода ряд декоративных мотивов, таких как оформление барабанов глав аркатурно-колончатыми поясами, и конструктивных приемов (крещатый свод), появившихся в XVI веке под влиянием московского зодчества, были усвоены настолько хорошо, что в следующем столетии они стали восприниматься как традиционные ростовские формы. В Сергиевской надвратной церкви был реализован аналогичный подход — традиции московского зодчества были объединены с декоративным и конструктивным элементами ростовской архитектуры конца XVII века.
Барабаны под главами над кровлей, устроенной по закомарам, достаточно крупные, но при этом не искажают пропорциональности объёмов. При создании храма использовался прием асимметрии: храм стоит не точно по центру между башнями, а сдвинут вбок к восточной башне, центральный, световой барабан смещен к алтарю, а два столпа совмещены с каменной алтарной преградой. Вместо трех апсид существует лишь центральный алтарный выступ, который настолько мал, что при взгляде снаружи почти теряется на фоне массивных форм храма. Единственная алтарная апсида сделана прямоугольной в отступление от более традиционной полукруглой формы. В нижней части апсиды размещена небольшая ризница, куда ведет из алтаря узкая лестница внутри стены.
Наружный декор храма также характерен для этого периода. Украшением служит аркатурно-колончатые пояса барабанов, барельефы с изображением двуглавых орлов, размещенных в медальонах на опорных столбах арочных проездов, килевидные наличники и характерные гирьки в проемах ворот. Кроме того, с внутренней стороны ворот на среднем столбе расположен ряд барельефов круглой и ромбовидной формы. В самом нижнем ясно читается равноконечный крест, в большинстве других просматривается орнамент в виде колеса со спицами внутри. Наиболее красноречивым свидетельством того, что Сергиевская церковь не могла быть построена раньше второй половины 1670-х годов, является перекрытие её основного объёма, представляющее собой систему уплощенных коробовых сводов, нехарактерных для ростовской архитектуры конца XVII века.

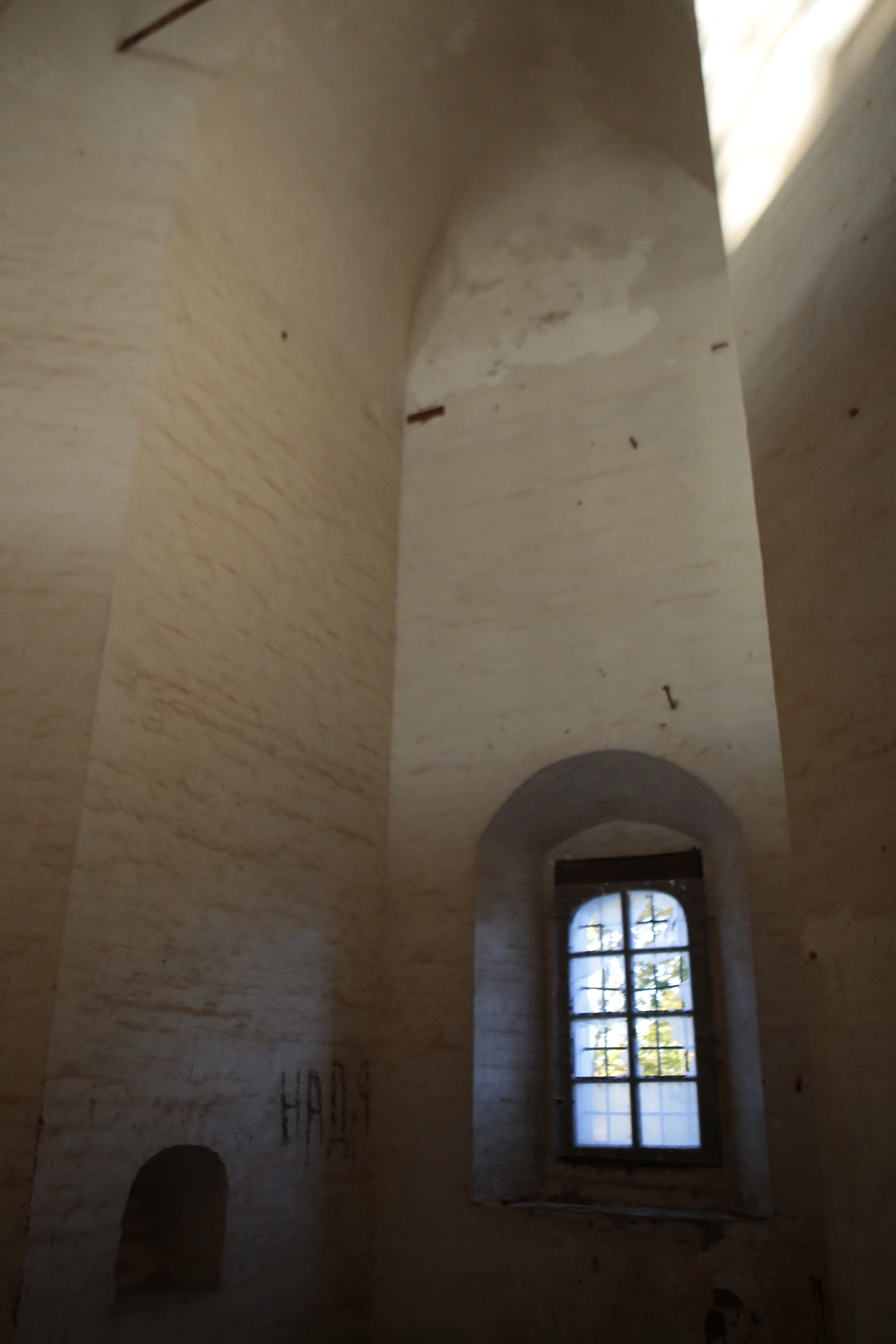
Вид на прямоугольную апсиду

По своей конструкции это перекрытие аналогично перекрытию Покровского собора в Измайлове, завершенном в 1676 году. Своды последнего, по мнению Н. С. Датиевой, являлись отражением поиска новых конструктивных тем в русском зодчестве конца XVII века. А. Г. Мельник предполагает участие в строительстве Сергиевской церкви создателей измайловского Покровского собора, на что указывает как подобие пятиглавых завершений, так и значительное сходство аркатурно-колончатых поясов на барабанах. Это тем более вероятно, что двое из строителей измайловского Покровского собора — Макар Карпов и Денис Федоров — в 1683 году подрядились строить Георгиевскую церковь в Ростовском Белогостицком монастыре (1685 г.), в оформлении которой есть элементы, сходные с декоративными мотивами убранства Сергиевской церкви. Близким к оформлению Сергиевской церкви является декоративный пояс Георгиевской церкви, проходящий под карнизом памятника, включающий в себя валик, поребрик, ряд кирпичной кладки, ряд небольших прямоугольных ниш и завершающий ряд кирпичной кладки.

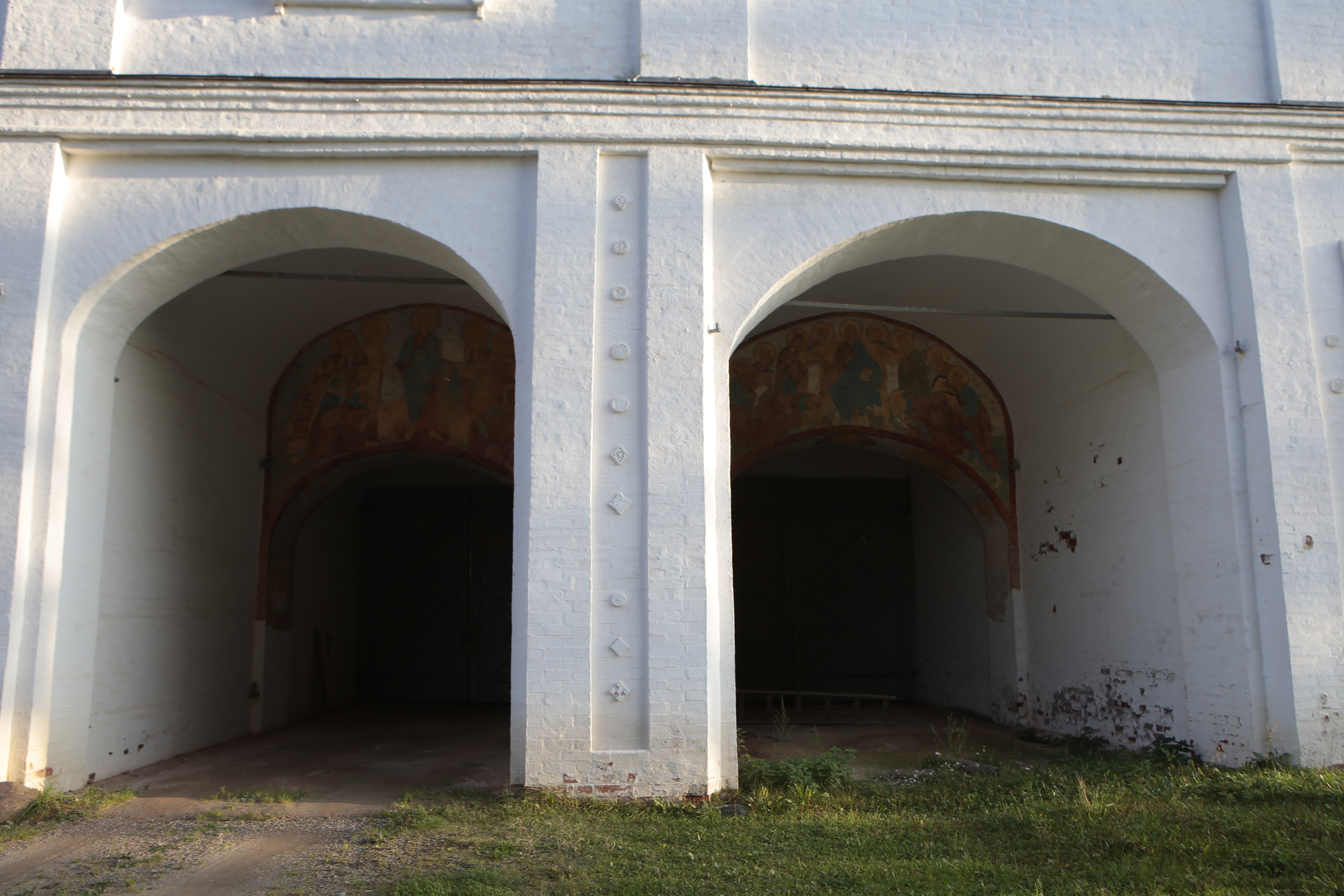
Вид на барельефы с внутренней стороны ворот и роспись арочных проездов.

При строительстве Сергиевской надвратной церкви мастера следовали композиционной идее, выработанной при создании комплекса церкви Воскресения (около 1670 г.) Ростовского кремля. Влияние отразилось как в структуре Сергиевской церкви, фланкированной с обеих сторон парными башнями и галереей, опоясывающей храм с двух сторон, так и в трехчастном разделении завершающихся закомарами фасадов. Очень похожим является и декоративное оформление барабанов, решённое в виде однотипного аркатурно-колончатого пояса. При этом, в отличие от своего возможного прототипа, Сергиевская церковь обладает более массивными объёмами, пологими коробовыми, а не крещатыми сводами, а также прямоугольной апсидой, нехарактерной для ростовского зодчества конца XVII века.
Крайне интересен тот факт, что при строительстве второй надвратной церкви монастыря — Сретенской (1692 г.), расположенной над северными воротами, для создания алтарного пространства была также использована прямоугольная форма, имевшая в отличие от небольшой Сергиевской, почти эквивалентные размеры по отношению к основному объёму храма. Оформление внешнего облика, сильно отличающееся от Сергиевской церкви, указывает на 90-е годы XVII века. Особенно характерным является завершение фасадов не закомарами или кокошниками, а аркатурно-колончатым поясом, аналогичным поясу церкви Одигитрии Ростовского кремля (1692—1693 гг.). Перекрытие сводов и оформление фасадов Сретенской церкви изразцами ориентируется на ещё один образец — Воскресенскую надвратную церковь Ростовского кремля. Таким образом, можно сделать вывод, что более ранняя Сергиевская церковь обладает гораздо большей архитектурной оригинальностью, нежели соседствующая с ней Сретенская.

## Живописная декорация
После последней реставрации храм с башнями стали белоснежными. Однако, как показывают фотографии XIX века, этот храм не был однотонно-белым, и его цветовое решение перекликалось с внешним видом противоположной Сретенской церкви, что придавало целостность архитектурному ансамблю монастыря.
Внутри Сергиевская церковь никогда не была расписана. Высокие стены и своды лишь покрыли легкой известковой затиркой, не скрывающей неровности кирпичной кладки, что создало особую эстетику — за счет обилия света и белизны стены и своды выглядят необычайно высокими и легкими. При этом богато украшены арочные проезды ворот, расписанные в соответствии с системой росписи ярославских и ростовских храмов конца XVII века. После более чем трех столетий, ничем не защищённые от влияния влаги и резких перепадов температуры, фрески до реставрации находились в очень плохом состоянии. В нижней части проездов они были утрачены почти полностью, местами осталась только графья и сохранились остатки красочного слоя. В верхней части утрачены мелкие детали одежды и ликов, почти полностью исчезли орнамент и надписи.
Над арками размещаются многофигурные композиции, а на самих арках, в кругах, погрудные изображения ангелов, митрополитов, святых, чудотворцев. На лопатках, которые переходят в арки, крупные (примерно в полтора раза больше натуральной величины) фигуры неидентифицированных апостолов в рост. Все эти композиции обрамлены коричневой разгранкой, по низу лопаток идут белые полотенца с орнаментом в кругах, указывающие на то, что авторы росписи формально перенесли на стены ворот схему росписи стен и столбов из интерьеров храмов конца XVII века.
Под церковью на территорию монастыря ведут два огромных сводчатых проезда с подпружными арками, расположенными значительно ниже сводов проездов. Пространство между ними образуют простенки с полуциркульным, соответствующим сводам, завершениями. На них со стороны въезда и со стороны монастырского двора размещены четыре композиции. Своды арок тоже расписаны.
Над въездными арками сделаны три трехлопастных киота, обрамленных профильными тягами, где изображен Деисус. В широком центральном киоте — поясная фигура Иисуса Христа, в левом киоте — склоненная в сторону Христа Богоматерь, а в правом киоте изображен Иоанн Предтеча со свитком в руках.
Над первой аркой ворот изображена Новозаветная Троица в лучах, вокруг Троицы нарисованы крылатые херувимы. Слева и справа от центральной группы помещены коленопреклоненные фигуры в коричневых монашеских мантиях и со свитками в руках. Это основатели монастыря Федор и Павел. На подпружной арке изображен образ Нерукотворного Спаса с двумя летящими в облаках ангелами в голубом и коричневом одеянии. Ниже, на лопатках в кругах, — два неизвестных святителя в омофорах, украшенных крестами. У одного из них в руках свиток, у другого — Евангелие.
Над второй аркой изображен Спас на престоле, слева — Богоматерь, справа — Иоанн Предтеча (Деисус), а по сторонам — по три коленопреклоненных святых в голубых, зеленых и охристо-коричневых одеяниях. На арке в трех кругах — погрудные изображения ангелов, определяемых как ветхозаветная Троица. Абрис голов, их наклон и поворот, цветовое решение одеяний (голубое, коричневое, зелёное) указывают на то, что трактовка этих фигур восходит к «классическим» образцам, берущим свое начало от «Троицы» Рублева. Ниже, на лопатках, размещены две фигуры апостолов в рост с книгами в руках.
Над первой аркой правых ворот, в центре, изображена Богоматерь Знамение. Слева и справа — обращенные к ней ростовские чудотворцы — группа людей, одетых в коричневые монашеские мантии, в белых клобуках и в белых, украшенных крестами, омофорах. На арке, в центральном круге — Иисус Христос, на восточном склоне арки в круге помещено изображение Исидора Блаженного (ростовского чудотворца), на западном склоне — Иринарха (борисоглебского чудотворца). Фрески этой арки имеют странный красноватый колорит, отличный от колорита всех остальных композиций, где превалирует золотистый цвет охры. Изменение колорита росписи было следствием сильного пожара, во время которого обгорела верхняя часть набранных в елочку воротных полотнищ. Под воздействием огня золотистая охра превратилась в охру красную, изменились и некоторые другие краски. Со стороны монастырского двора над аркой этих же ворот размещена фреска с изображением Иисуса Христа на престоле.
На следующем изображении Христос представлен стоящим по центру с раскрытой книгой в левой руке, справа от него — царь Давид в короне и белой мантии, слева — первосвященник Мельхиседек, князья Борис и Глеб, в ногах Иисуса — основатели монастыря Феодор и Павел. В своде арки — изображение Спаса «Благое Молчание», нимб на котором, согласно устоявшейся иконографии, не крестчатой, а восьмиконечной формы, составленный из двух квадратов. Один из изображенных рядом святых идентифицируется как митрополит московский Алексей.
Наружные росписи храмов в древнерусском искусстве — явление довольно распространенное. Однако, как правило, изображения были небольшими, в маленьких киотах размещались храмовые иконы, сюжетные композиции или отдельные святые. Именно такой тип декорации характерен для надвратных церквей Ростовского кремля. Редким примером исключения являются Святые ворота ярославского Спасо-Преображенского монастыря, стены и своды которых в XVI веке были сплошь покрыты фресковой росписью. Надвратная церковь Сергия представляет собой нечто среднее между этими примерами живописного оформления наружных стен. Иконографическое решение также вполне типично для ростовских росписей и икон XVII века, строившихся в основном на совместном изображении московских и ростовских святых, при количественном и иерархическом преобладании последних. Вопреки этой традиции в росписи южных ворот Борисоглебского монастыря московские святые представлены крайне ограниченно.